# Liste des maires de Rennes
Pour un article plus général, voir Rennes.
Cet article liste les maires de Rennes de 1379 à nos jours.
Au Moyen Âge, la communauté de la ville de Rennes est dirigée par des procureurs des bourgeois, puis des procureurs-syndic,.
En août 1692, Louis XIV crée un office héréditaire de maire-syndic remplaçant le procureur-syndic. Pierre Gardin de La Gerberie achète cette charge en août 1693 puis la revend dès juillet 1695 à Toussaint Rallier du Baty. Celui-ci devient ensuite le premier maire élu de la ville.

## Listes

### Capitaines
| Nom        | Nom                                 | Nom | Début du mandat | Fin du mandat | Notes                                                                                |
| ---------- | ----------------------------------- | --- | --------------- | ------------- | ------------------------------------------------------------------------------------ |
| Capitaines |                                     |     |                 |               |                                                                                      |
|            | Amaury de Fontenay                  |     | 1379            | 1409          | Seigneur de la Motte au Vicomte                                                      |
|            | Henri du Parc                       |     | 1409            | 1424          | Seigneur de Combourg et de Derval                                                    |
|            | Jean de Saint-Gilles                |     | 1424            | 1426          | Seigneur de Betton                                                                   |
|            | Jean Raguenel                       |     | 1426            | 1440          | Vicomte de la Bellière et de Malestroit                                              |
|            | Pierre de Bretagne                  |     | 1440            | 1450          | Capitaine                                                                            |
|            | Henri de Villeblanche               |     | 1450            | 1459          | Capitaine                                                                            |
|            | Jacques de Luxembourg               |     | 1459            | 1474          | Capitaine                                                                            |
|            | Jean de Laval (1437-1476)           |     | 1474            | 1476          | Seigneur de la Roche de Belle-Île                                                    |
|            | Jean IV de Rieux (1447 - 1518)      |     | 1477            | 1489          | Maréchal de Bretagne, lieutenant-général, 18e seigneur de Rieux                      |
|            | Jean IV de Chalon-Arlay (1443-1502) |     | 1489            | 1496          | Prince d’Orange, seigneur et vicomte de plusieurs lieux en Bourgogne et en Bretagne. |
|            | Pierre de Rohan-Gié (1451 - 1513)   |     | 1496            | 1500          | Seigneur de Gié (Maréchal), vicomte de Fronsac                                       |

### Maires
| Nom                                                                  | Nom                                             | Nom                                                | Début du mandat          | Fin du mandat                                    | Parti                                 | Notes |
| -------------------------------------------------------------------- | ----------------------------------------------- | -------------------------------------------------- | ------------------------ | ------------------------------------------------ | ------------------------------------- | --- |
| Procureurs                                                           |                                                 |                                                    |                          |                                                  |                                       | |
|                                                                      | Amaury de Fontenay                              |                                                    | 1379                     | 1409                                             |                                       | |
|                                                                      | Henri du Parc                                   |                                                    | 1409                     | 1424                                             |                                       | |
|                                                                      | Jean de Saint-Gilles                            |                                                    | 1424                     | 1426                                             |                                       | |
|                                                                      | Jean Raguenel                                   |                                                    | 1426                     | 1440                                             |                                       | |
|                                                                      | Jehan Guinot                                    |                                                    | 1433                     | ??                                               |                                       | |
|                                                                      | Eudin du Rochoel                                |                                                    | 1442                     | ??                                               |                                       | Procureur des Bourgeois |
|                                                                      | Jehan Duboais                                   |                                                    | 1469                     | ??                                               |                                       | Procureur des Bourgeois |
|                                                                      | Patry Mauvy                                     |                                                    | 1469                     | 1485                                             |                                       | Procureur des Bourgeois, maître |
|                                                                      | Pierre Becdelièvre                              |                                                    | 1485                     | 1489                                             |                                       | Procureur des Bourgeois |
|                                                                      | Yves Brullon                                    |                                                    | 1489                     | 1499                                             |                                       | Procureur des Bourgeois, maître |
|                                                                      | Jehan Séjourné                                  |                                                    | 1499                     | ??                                               |                                       | Procureur des Bourgeois |
|                                                                      | Michel Carré                                    |                                                    | 1504                     | ??                                               |                                       | Procureur des Bourgeois |
|                                                                      | Jehan Vaucouleurs                               |                                                    | 1509                     | ??                                               |                                       | Procureur des Bourgeois |
|                                                                      | Gilles Champion                                 |                                                    | 1515                     | ??                                               |                                       | Procureur des Bourgeois, sieur de Chartres |
|                                                                      | Michel Champion                                 |                                                    | 1525                     | ??                                               |                                       | Procureur des Bourgeois |
|                                                                      | Julien Champion                                 |                                                    | 1552                     | ??                                               |                                       | Procureur des Bourgeois, sieur de Boussardière |
|                                                                      | Jehan Le Duc                                    |                                                    | 1559                     | ??                                               |                                       | Procureur des Bourgeois |
|                                                                      | Charles Busnel                                  |                                                    | 1560                     | ??                                               |                                       | Procureur des Bourgeois, sieur de la Retardays |
|                                                                      | Jean Martin                                     |                                                    | 1568                     | ??                                               |                                       | Procureur des Bourgeois, sieur de la Boussardière |
|                                                                      | Claude Bousnel                                  |                                                    | 1569                     | ??                                               |                                       | Procureur-syndic, sieur de Boisbriand |
|                                                                      | Pierre Le Boulanger                             |                                                    | 1571                     | ??                                               |                                       | Procureur-syndic, sieur de la Guichardaye |
|                                                                      | Sébastien de Caradeuc                           |                                                    | 1577                     | ??                                               |                                       | Procureur-syndic, sieur de la Jouannerie |
|                                                                      | Gilles Lezot                                    |                                                    | 1579                     | ??                                               |                                       | Procureur-syndic, sieur de la Ville-Geoffroy |
|                                                                      | Jean Sufflet                                    |                                                    | 1581                     | ??                                               |                                       | Procureur-syndic, sieur de Val |
|                                                                      | Olivier Le Chapelier                            |                                                    | 1583                     | ??                                               |                                       | Procureur-syndic, sieur de Brézé |
|                                                                      | Raoult Le Do                                    |                                                    | 1586                     | ??                                               |                                       | Procureur-syndic |
|                                                                      | Bonabés Biet                                    |                                                    | 1587                     | ??                                               |                                       | Procureur-syndic, sieur du Coudray |
|                                                                      | Patry Boudet                                    |                                                    | 1594                     | ??                                               |                                       | Procureur-syndic, sieur de Lionaye |
|                                                                      | Sébastien Frain                                 |                                                    | 1600                     | ??                                               |                                       | Procureur-syndic, sieur du Chesnay |
|                                                                      | Hérosme Chauvel                                 |                                                    | 1603                     | ??                                               |                                       | Procureur-syndic, sieur des Nouettes |
|                                                                      | Jean Louvel                                     |                                                    | 1606                     | ??                                               |                                       | Procureur-syndic, sieur de la Malecotaye |
|                                                                      | Louis Deshayers                                 |                                                    | 1609                     | ??                                               |                                       | Procureur-syndic, sieur de la Nolaye |
|                                                                      | Pierre Le Roy                                   |                                                    | 1612                     | ??                                               |                                       | Procureur-syndic, sieur de Maupertuis |
|                                                                      | Jan Monneraye                                   |                                                    | 1615                     | ??                                               |                                       | Procureur-syndic |
|                                                                      | Guillaume Martin                                |                                                    | 1618                     | ??                                               |                                       | Procureur-syndic, sieur de la Marpandaye |
|                                                                      | Julien Patier                                   |                                                    | 1621                     | ??                                               |                                       | Procureur-syndic, sieur de Caosme |
|                                                                      | Sébastien Durand                                |                                                    | 1622                     | ??                                               |                                       | Procureur-syndic, sieur de la Provostaye |
|                                                                      | François Lezor                                  |                                                    | 1623                     | ??                                               |                                       | Procureur-syndic, sieur de la Mettrie |
|                                                                      | Jan Bernard                                     |                                                    | 1624                     | ??                                               |                                       | Procureur-syndic, sieur des Bouchers |
|                                                                      | Pierre de La Boudrie                            |                                                    | 1625                     | ??                                               |                                       | Procureur-syndic, sieur de Chauvignac |
|                                                                      | Pierre Poisson                                  |                                                    | 1626                     | ??                                               |                                       | Procureur-syndic, sieur de la Meslée |
|                                                                      | Pierre de Racinoux                              |                                                    | 1627                     | ??                                               |                                       | Procureur-syndic |
|                                                                      | Jean Louvel                                     |                                                    | 1628                     | ??                                               |                                       | Procureur-syndic, sieur de Moigné |
|                                                                      | Sébastien Frain                                 |                                                    | 1630                     | ??                                               |                                       | Procureur-syndic, sieur du Gaudaye |
|                                                                      | Guillaume Pougret                               |                                                    | 1632                     | ??                                               |                                       | |
|                                                                      | Olivier Le Duc                                  |                                                    | 1633                     | ??                                               |                                       | Procureur-syndic, sieur de la Bouquinaye |
|                                                                      | Michel Prioul                                   |                                                    | 1635                     | ??                                               |                                       | Procureur-syndic, sieur de la Cloustaye |
|                                                                      | Jean Bertaud                                    |                                                    | 1637                     | ??                                               |                                       | Procureur-syndic, sieur de la Rouxellerie |
|                                                                      | Pierre Bourgonnière                             |                                                    | 1639                     | ??                                               |                                       | Procureur-syndic, sieur de Colombier |
|                                                                      | Paul de Volant                                  |                                                    | 1641                     | 1643                                             |                                       | Procureur-syndic, escuyer, sieur de Riaval |
|                                                                      | Jean Degain                                     |                                                    | 1643                     | ??                                               |                                       | Procureur-syndic, sieur de la Haye de Pan |
|                                                                      | René de La Marqueraye                           |                                                    | 1646                     | ??                                               |                                       | Procureur-syndic, escuyer, sieur de la Villegontier |
|                                                                      | Pierre Diays                                    |                                                    | 1646                     | ??                                               |                                       | Procureur-syndic, sieur de la Mondaye |
|                                                                      | François Le Gal                                 |                                                    | 1648                     | ??                                               |                                       | Procureur-syndic, sieur de la Haye |
|                                                                      | Jean Le Lièvre                                  |                                                    | 1650                     | ??                                               |                                       | Procureur-syndic, sieur du Val |
|                                                                      | Jean Chapel                                     |                                                    | 1652                     | ??                                               |                                       | Procureur-syndic, sieur du Hil |
|                                                                      | François Douart                                 |                                                    | 1654                     | ??                                               |                                       | Procureur-syndic, sieur de la Morinaye |
|                                                                      | Henri Bourdin                                   |                                                    | 1656                     | ??                                               |                                       | Procureur-syndic, sieur du Branday |
|                                                                      | Jean Le Comte                                   |                                                    | 1658                     | ??                                               |                                       | Procureur-syndic, sieur de la Guérinaye |
|                                                                      | Henry Monneraye                                 |                                                    | 1661                     | ??                                               |                                       | Procureur-syndic, sieur de la Meslée |
|                                                                      | Jean Bossars                                    |                                                    | 1663                     | ??                                               |                                       | Procureur-syndic, escuyer, sieur du Clos |
|                                                                      | Jacques de Montalembert                         |                                                    | 1666                     | ??                                               |                                       | Procureur-syndic, escuyer |
|                                                                      | Jean Le Moysne                                  |                                                    | 1668                     | ??                                               |                                       | Procureur-syndic, sieur de la Maisonneuve |
|                                                                      | Jean Laperche                                   |                                                    | 1670                     | ??                                               |                                       | Procureur-syndic, sieur des Rousseries |
|                                                                      | Pierre Hévin                                    |                                                    | 1671                     | ??                                               |                                       | Procureur-syndic |
|                                                                      | François Gentil                                 |                                                    | 1674                     | ??                                               |                                       | Procureur-syndic, sieur des Hayes |
|                                                                      | ? Justel                                        |                                                    | 1675                     | ??                                               |                                       | Procureur-syndic, sieur de la Robinays |
|                                                                      | Jacques Bossard                                 |                                                    | 1679                     | ??                                               |                                       | Procureur-syndic, escuyer, sieur des Verrières |
|                                                                      | Julien Jamois                                   |                                                    | 1682                     | ??                                               |                                       | Procureur-syndic, sieur des Fontaines |
|                                                                      | Mathurin Chereil                                |                                                    | 1686                     | 1692                                             |                                       | Procureur-syndic, sieur de la Rivière |
|                                                                      | Charles Apvril des Plantes                      |                                                    | 1692                     | Août 1693                                        |                                       | Procureur-syndic, sieur des Plantes de la Fontaine-Jamoy |
|                                                                      | Pierre Gardin (1650-1701)                       |                                                    | Août 1693 charge achetée | Juillet 1695 charge revendue                     |                                       | Sr de la Gerberie Maire-syndic, banquiers, cousin germain du précédent. |
| Maires                                                               |                                                 |                                                    |                          |                                                  |                                       | |
| Ancien régime                                                        |                                                 |                                                    |                          |                                                  |                                       | |
|                                                                      | Toussaint-François Rallier (1665-1734)          | Toussaint-François Rallier du Baty                 | juillet 1695             | 25 mars 1734                                     |                                       | Sr du Baty Achat en 1695 puis élections successives Mandat le plus long (39 ans) Décédé en fonction |
|                                                                      | Guillaume Alexis Bodin                          |                                                    | 1735                     | 1739 ?                                           |                                       | Maire |
|                                                                      | Antoine Le Roy du Tertre                        |                                                    | 1739                     | 1742 ?                                           |                                       | Sieur du Tertre |
|                                                                      | Jacques-Jean Hévin (1705-1758)                  |                                                    | janvier 1742             | septembre 1742                                   |                                       | Avocat, fils de Pierre Hévin, précité |
|                                                                      | Antoine Le Roy du Tertre                        |                                                    | 1742                     | 1743 ?                                           |                                       | |
|                                                                      | Jean Baillon                                    |                                                    | 1743                     | 1757                                             |                                       | Sénéchal de Rennes |
|                                                                      | Jacques-Julien Hévin (1728-1775)                |                                                    | 1758                     | 1766 Abandon Retour du 23 février 1775 à sa mort |                                       | Fils unique de Jacques-Jean Hévin, lui-même fils de Pierre Hévin |
|                                                                      | Yves-Vincent de La Motte-Fablet (1745-1828)     |                                                    | 1780                     | 1788                                             |                                       | Sr de la Motte, lieutenant-général de police Maire électif, nommé par le Roi |
|                                                                      | Julien Tréhu de Monthierry (1754-1846)          |                                                    | 1788                     | 1790                                             |                                       | Conseiller au présidial |
| Révolution - Ier Empire - Restauration - IIe République - IIe Empire |                                                 |                                                    |                          |                                                  |                                       | |
|                                                                      | Joseph de Talhouët de Boishorand (1742-1804)    |                                                    | 1790                     | décembre 1792                                    |                                       | Ancien président à mortier du Parlement de Bretagne (1776 → 1789) |
|                                                                      | Louis Joseph du Plessis de Grenédan (1767-1842) |                                                    | 10 décembre 1792         | août 1793                                        | « Esprit ouvert » puis ultraroyaliste | Conseiller au Parlement puis député |
|                                                                      | François Malézieux                              |                                                    | 1793                     | 1793 ?                                           |                                       | |
|                                                                      | Sébastien Elias l'Aîné (1745-1794)              |                                                    | septembre 1793           | février 1794                                     | Girondin                              | Négociant Maire par intérim |
|                                                                      | Jean Leperdit (1752-1823)                       | portrait de Jean Leperdit dans la mairie de Rennes | février 1794             | octobre 1795                                     | Modéré                                | Maître-tailleur |
|                                                                      | Philippe Joüin (1743-1807)                      |                                                    | 1795                     | 1797 ?                                           |                                       | Négociant et banquier |
|                                                                      | Parcheminier                                    |                                                    | 1797                     | 1800 ?                                           |                                       | |
|                                                                      | Louis Bonnal                                    |                                                    | 1800                     | 1801 ?                                           |                                       | |
|                                                                      | Guy Lorin (1754-1821)                           |                                                    | 4 février 1801           | 1808 ?                                           | Bonap.                                | officier de la Légion d’honneur |
|                                                                      | Charles de La Bourdonnaye (1752-1829)           |                                                    | 18 mars 1808             | septembre 1814                                   | Impérialiste                          | Cte de Blossac, officier |
|                                                                      | Charles-Marie Desnos (1764-1818)                |                                                    | septembre 1814           | 1815                                             |                                       | Sr de la Grée, avocat |
|                                                                      | Guy Lorin (1754-1821)                           |                                                    | 22 avril 1815            | 12 mai 1815                                      | Bonap.                                | Démissionnaire |
|                                                                      | Joseph Le Saige de La Villebrune (1774-1833)    |                                                    | août 1815                | octobre 1815                                     | Royaliste                             | Sr de Landécot et de la Villebrune Maire par intérim |
|                                                                      | David Morel des Vallons                         |                                                    | octobre 1815             | 1816 ?                                           |                                       | Maire par intérim |
|                                                                      | Louis de La Marre de La Meillerie               |                                                    | 1816                     | 1821 ?                                           |                                       | |
|                                                                      | François de Roquefeuil (1770-1853)              |                                                    | 1821                     | septembre 1821                                   | Royaliste                             | Officier Maire par intérim |
|                                                                      | Louis de Lorgeril (1778-1843)                   |                                                    | septembre 1821           | 1830                                             | Royaliste                             | Propriétaire, ingénieur agronome Député d'Ille-et-Vilaine (1828 → 1830) Démissionnaire |
|                                                                      | Joseph Jean Philippe Joüin (1775-1867)          |                                                    | 19 août 1830             | 28 juillet 1837                                  | Parti du Mouvement                    | Banquier Conseiller général de Rennes-Nord-Ouest (1833 → 1848) Président du conseil général (1846 → 1847 puis 1848) |
|                                                                      | Jean Tétiot                                     |                                                    | 1836                     | ?                                                | Constitutionnel                       | Industriel textile |
|                                                                      | Emmanuel Pontgérard (1794-1876)                 |                                                    | 1843                     | 1853                                             | Parti de l'Ordre                      | Négociant en vins Député d'Ille-et-Vilaine (1849 → 1853) Démissionnaire |
|                                                                      | Frédéric de Moncuit (1799-1884)                 |                                                    | avril 1853               | août 1855                                        | Bonap.                                | Sr de Boiscuillé, propriétaire Conseiller général de Rennes-Nord-Ouest (1852 → 1859) Démissionnaire |
|                                                                      | Ange de Léon (1807-1873)                        |                                                    | 1855                     | avril 1861                                       | Légit.                                | Propriétaire |
|                                                                      | Armand Robinot de Saint-Cyr (1790-1867)         |                                                    | 1861                     | 2 avril 1867                                     | Bonap.                                | Magistrat Conseiller général de Pleine-Fougères (1845 → 1867) Décédé en fonction |
|                                                                      | Armand Gaultier (1825-1893)                     | Photo d'Armand Gaultier de La Guistière            | 1867                     | 1870                                             | Bonap.                                | Sr de La Guistière, docteur en droit Député d'Ille-et-Vilaine (1863 → 1870) Conseiller général du Sel-de-Bretagne (1864 → 1871) Président du conseil général (1868 → 1871) Nommé maire par décret impérial                                        |
| IIIe République - État Français - IVe et Ve Républiques              |                                                 |                                                    |                          |                                                  |                                       | |
|                                                                      | Théophile Bidard de La Noë (1804-1877)          |                                                    | octobre 1870             | 14 janvier 1871                                  | Centre droit                          | Magistrat, professeur de droit Député d'Ille-et-Vilaine (1848 → 1849 puis 1871 → 1876) Démissionnaire |
|                                                                      | Edgar Le Bastard (1836-1892)                    | Photo d'Edgar Le Bastard                           | 14 janvier 1871          | 20 mai 1871                                      |                                       | Fabricant tanneur, négociant Maire provisoire |
|                                                                      | Pierre Marie Martin (1816-1894)                 |                                                    | 20 mai 1871              | 30 novembre 1879                                 | Rép.mod.                              | Administrateur, juge suppléant au tribunal de commerce Conseiller général de Guichen (1871 → 1877) Nommé par Thiers, renommé en 1874 |
|                                                                      | Edgar Le Bastard (1836-1892)                    | Photo d'Edgar Le Bastard                           | 28 février 1880          | août 1889                                        | Radical                               | Fabricant tanneur, négociant Révoqué par le préfet Leroux, déclaré inéligible |
|                                                                      | Alphonse Pujet (1840-1925)                      |                                                    | 7 septembre 1889         | 15 novembre 1889                                 |                                       | Professeur de mathématiques à la faculté de sciences Président de la commission municipale spéciale |
|                                                                      | Aristide Bébin (1850-1903)                      |                                                    | 15 novembre 1889         | 12 août 1890                                     |                                       | Négociant en liquides Premier adjoint d'Edgar Le Bastard Suspendu de ses fonctions par arrêté |
|                                                                      | Edgar Le Bastard (1836-1892)                    | Photo d'Edgar Le Bastard                           | 13 septembre 1890        | 28 juin 1892                                     | Radical                               | Fabricant tanneur, négociant Décédé en fonction |
|                                                                      | Vincent Morcel (1817-1897)                      |                                                    | juillet 1892             | 18 mai 1896                                      | Opportuniste                          | Receveur des contributions indirectes Conseiller général de Rennes-Nord-Est (1892 → 1897) Vice-président du conseil général |
|                                                                      | Auguste Poulin (1829-1921)                      |                                                    | 18 mai 1896              | 2 août 1897                                      | Rép.G                                 | Trésorier-payeur général d’Ille-et-Vilaine Démissionnaire |
|                                                                      | Auguste Lajat (1840-1910)                       |                                                    | 2 août 1897              | 13 mai 1900                                      | Prog.                                 | Commerçant en grain et fourrage Adjoint d’Auguste Poulin |
|                                                                      | Eugène Pinault (1834-1913)                      | Photo d'Eugène Pinault                             | 13 mai 1900              | 12 mai 1908                                      | ULR                                   | Tanneur industriel Sénateur d'Ille-et-Vilaine (1901 → 1913) Député d'Ille-et-Vilaine (1876 → 1889) Conseiller général de Rennes-Nord-Ouest (1892 → 1913)                                                                                          |
|                                                                      | Jean Janvier (1859-1923)                        | Photo de Jean Janvier                              | 12 mai 1908              | 26 octobre 1923                                  | PRRRS                                 | Entrepreneur du bâtiment Décédé en fonction |
|                                                                      | Alfred Daniel (1844-1931)                       |                                                    | 2 décembre 1923          | 10 mai 1925                                      |                                       | Agent-voyer |
|                                                                      | Carle Bahon (1873-1944)                         | Photo de Carle Bahon                               | 10 mai 1925              | 19 mai 1929                                      | SFIO                                  | Enseignant |
|                                                                      | Jean Lemaistre (1862-1951)                      |                                                    | 19 mai 1929              | 2 octobre 1935                                   | PRRRS                                 | Chef de division honoraire Sénateur d'Ille-et-Vilaine (1932 → 1941) Démissionnaire pour raisons de santé |
|                                                                      | François Château (1886-1965)                    | Photo de François Château                          | 23 octobre 1935          | 14 juin 1944                                     | PRRRS                                 | Entrepreneur de maçonnerie Conseiller général de Rennes-Nord-Ouest (1955 → 1961) Vice-président du conseil général |
|                                                                      | René Patay (1898-1995)                          |                                                    | 14 juin 1944             | 4 août 1944                                      |                                       | Médecin biologiste |
|                                                                      | Yves Milon (1896-1987)                          |                                                    | 4 août 1944              | 15 juillet 1947                                  | RPF                                   | Professeur de géologie, résistant Président de la délégation spéciale à la Libération Démissionnaire |
|                                                                      | Eugène Quessot (1882-1949)                      |                                                    | 15 juillet 1947          | 26 octobre 1947                                  | SFIO                                  | Employé SNCF Sénateur d'Ille-et-Vilaine (1946 → 1948) Intérim après la démission d’Yves Milon |
|                                                                      | Yves Milon (1896-1987)                          |                                                    | 26 octobre 1947          | 9 mai 1953                                       | RPF                                   | Professeur de géologie, résistant |
|                                                                      | Henri Fréville (1905-1987)                      | Photo d’Henri Fréville                             | 9 mai 1953               | 16 mars 1977                                     | MRP puis CD                           | Professeur d'histoire Sénateur d'Ille-et-Vilaine (1971 → 1980) Député d'Ille-et-Vilaine (1958 → 1968) Conseiller général de Rennes-Nord-Est (1958 → 1973) Conseiller général de Rennes-V (1973 → 1976) Président du conseil général (1966 → 1976) |
|                                                                      | Edmond Hervé (1942- )                           | Photo d’Edmond Hervé                               | 16 mars 1977             | 21 mars 2008                                     | PS                                    | Professeur de droit, ministre Sénateur d'Ille-et-Vilaine (2008 → 2014) Député d'Ille-et-Vilaine (1981, 1986 → 1993 puis 1997 → 2002) Conseiller général de Rennes-Nord-Ouest (1973 → 1982) Maire honoraire                                        |
|                                                                      | Daniel Delaveau (1952- )                        | Photo de Daniel Delaveau                           | 21 mars 2008             | 4 avril 2014                                     | PS                                    | Journaliste Conseiller général de Rennes-Sud-Ouest (1994 → 2008) Président de Rennes Métropole (2008 → 2014) |
|                                                                      | Nathalie Appéré (1975- )                        | Photo de Nathalie Appéré                           | 4 avril 2014             | En cours                                         | PS                                    | Députée d'Ille-et-Vilaine (2012 → 2017) Présidente de Rennes Métropole (depuis 2020) |

## Frises chronologiques

### Après 1870
Note : quand la date précise est inconnue, elle est fixée soit à la date du mandat précédent soit au 1er janvier.

## Compléments